# 法蘇德貝
法蘇德貝（法語：Fassoudébé），是馬里的城鎮，位於該國西部，由卡伊區的迪耶馬省負責管轄，面積150平方公里，海拔高度285米，2009年人口5,120，人口密度每平方公里34人。